# 飛騨市立山之村小中学校
飛騨市立山之村小中学校（ひだしりつ やまのむらしょうちゅうがっこう）は、岐阜県飛騨市にある小中一貫校（小中併設校）。
2021年（令和3年）に関ケ原町立今須小中学校が廃校になったことにより、2023年現在、岐阜県で唯一の同一校舎に小・中学校がある小中併設校である（義務教育学校を除く）。

## 概要
- 飛騨市神岡町東部（旧・阿曽布村東部）にあり、岐阜県最北端の小学校・中学校である。
- 1982年に神岡町立下之本小中学校と神岡町立森茂小中学校を統合し、新設された学校である。
- 過疎化のため児童生徒数は少なく、令和5年度の生徒数は小学校10名中学校5名であり、一部は複式学級を行っている。
- 学校から離れている下之本、和佐府地区の生徒はスクールバスによる通学である。積雪が2ｍを越える豪雪地域のため、学校に近い森茂地区の生徒も天候によってスクールバス通学の場合もある。
- 体育授業の一環としてクロスカントリースキーが盛んである。
- 中学校は岐阜県立飛騨神岡高等学校と連携型中高一貫教育を行っている。

## 沿革
- 1978年（昭和53年） - 下之本小中学校と森茂小中学校の統合問題が提起される。このさい、統合校は小・中学校に分離することも提案されたが、後に統合校も小中学校併設とすることになる。
- 1980年（昭和55年） - 統合校舎の建設地で3つの案（大字下之本の下之本小中学校敷地、大字森茂の山之村診療所の隣接地、大字森茂字多大岩平）が提示されるが、各地区で賛否が起こり紛糾する。最終的には町長判断で、大字森茂字大岩平に決まる。
- 1982年（昭和57年）
  - 4月1日 - 神岡町立山之村小中学校として開校する。
  - 12月 - 体育館が完成。
- 2004年（平成16年）2月1日 - 吉城郡古川町、神岡町、河合村、宮川村が合併し飛騨市が発足。同時に飛騨市立山之村小中学校に改称する。

## 周辺
- 山之村牧場
- 山之村キャンプ場